# Леонтьев, Сергей Валентинович
Серге́й Валенти́нович Лео́нтьев (18 июля 1962, Харьков, Украинская ССР, СССР — 16 марта 2023) — российский фотограф.

## Биография
Родился 18 июля 1962 года в Харькове. В начале 60-х семья С. Леонтьева переезжает в Москву.
В 1987 году окончил Московский Государственный педагогический институт им. Ленина (филологический факультет).
В 1987 году вместе с Алексеем Шульгиным, Ильей Пигановым, Владиславом Ефимовым, Игорем Мухиным, Борисом Михайловым, Александром Слюсаревым, и др. входил в группу «Непосредственная фотография».
К этому же времени относится работа Сергея Леонтьева: «Опыты жесткой фотографии», которая считается программной — уличная портретная съемка, отрицающая так называемые художественные приемы.
В 1991 году совместно с Алексеем Шульгиным и Юрием Пальминым, организует агентство «Легкая Жизнь».
Был одним из самых востребованных фотографов издательского дома «Афиша». Предпочитал работать на улице, снимая портреты используя выносные вспышки.
Фото-работы Леонтьева представляла московская XL Галерея.

"Леонтьев фотографирует, как будто хокку, нерифмованные трехстишья, пишет. План, объект, деталь.
План — окрестности Останкино, объект — телевизионная башня, деталь — чаще всего здесь вылетает птичка.
 Пишет, то есть фотографирует Леонтьев просто и изящно. Укиё, плывущий мир, окружающий башню, напоминает нам
 о знаменитых видах горы Фудзи.
 Меняется мир — не меняется башня».— Юрий Аввакумов
Скончался 16 марта 2023 года на 61-м году жизни.

## Персональные выставки
- «Жизнь фотографа» (совместно с А. Шульгиным). «Каширка», Москва 1989
- «НЕФТЬ» Галерея «Меглинская». ВинЗавод, Москва 2010

## Выставки групповые
- «Репрезентация», объединение Эрмитаж, Москва, 1987
- «Die Zeitgenossische Photographie in der Sowjet Union». Photographie-Museum, Лозанна, Швейцария 1988
- «Comptoir de la photographie», Париж, 1988
- Portfolio gallery, Лондон, 1988
- «Фотомост». Пересветов пер., Москва 1989
- «Сто лет фотографии», Манеж, Москва, 1989
- «Современная фотография из СССР», Walker, Ursitte & Ginesses Gallery, Нью-Йорк, 1990
- Международное фото Триеннале, Эсслинген, 1992
- «Тема больших городов», Neue Gesellschaft fur bildende Kunst, Берлин, 1993
- «Кто я? Искусство выбора». Галерея «Юнион»; Галерея «Школа», Москва 1993
- «Искусство современной русской фотографии», ЦДХ, Москва, 1994
- «Neue Fotokunst aus Russland». Badischer Kunstverein, Карлсруэ; Galerie im Karmelitenkloster, Франкфурт-на-Майне;

Kunsthalle Faust, Ганновер; Museum Volk und Wirtschaft, Дюссельдорф; Neuer Berliner Kunstverein, Берлин;
Hertener Fototage, Хертен, Германия 1995 «Werkstatt Moskau» (Zeitgenossische Russische Fotokunst).
Akademie der Kunste im Marstall, Берлин, Германия
«Ergebnis». Galerie am Marstall, Берлин, Германия 1994-95
- Werkstatt Moskau, Берлин, 1995
- Galerie Trapez, Потсдам, 1996.

## Публикации работ в книгах (выборочно)
- «Say Cheese! An Insight into Contemporary soviet Photography — 1968/1988», Paris 1988
- «Die Zeitgenossische Photographie in der Sowjet Union». Edition Stemmle, 1988
- «Photo Manifesto. Contemporary Photography in The USSR», Stewart, Tabori&Chang , USA 1991
- «Litza. Contemporary Portrait Photography from Russia, Byelorussia and Ukraine». Foundation «CIRC», Amsterdam, 1992
- «Uber die grosen Stadte» Bildende Kunst, (NGBK), 1993
- Contemporary Photographic art from Moscow. Prestel, Munchen-New York, 1995
- Werkstaff Moskau. Zeigenossische Russische Fotokunst. Akademie der Kunste, 1995
- «Moscow City». Columbia University, New York 2003
- «DREAM TEAM XL», XL Галерея Moscow 2005
- Evgeny Berezner, Irina Chmyreva, Natalia Tarasova and Wendy Watriss. «Contemporary Russian Photography», FotoFest 2012 Biennial Houston.
- «Red Horizon — Contemporary Аrt and Photography in the USSR and Russia, 1960—2010». The Columbus Museum of Аrt, USA. 2017

## Интервью
- Текст: Ирина Меглинская, «Ч/Б. Сергей Леонтьев» Афиша № 46, 25 декабря 2000 г.
- Елена Ванина. «Лучшие фотографы страны: Сергей Леонтьев», АФИША, 2012.

## Стипендии
- Akademie der Kunste Берлин 1995